# Os Emigrantes
Utvandrarna (pt/br: Os Emigrantes) é um filme sueco de 1971, dirigido por Jan Troell, e baseado na obra Utvandrarna de Vilhelm Moberg.

## Sinopse
O filme conta a história de uma família que emigra de Småland, Suécia, para uma nova vida em Minnesota, Estados Unidos, no século XIX.

## Elenco
- Max von Sydow .... Karl Oskar Nilsson
- Liv Ullmann .... Kristina Nilsson
- Eddie Axberg .... Robert Nilsson
- Pierre Lindstedt .... Arvid
- Allan Edwall .... Danjel
- Monica Zetterlund .... Ulrika
- Hans Alfredson .... Jonas Petter
- Aina Alfredsson .... Märta
- Sven-Olof Bern .... Nils
- Gustaf Färingborg .... Brusander
- Åke Fridell .... Aron
- Bruno Sörwing .... Lönnegren
- Arnold Alfredsson .... Verger
- Ulla Smidje .... Inga-Lena, esposa de Danjel
- Eva-Lena Zetterlund .... Elin, a filha de Ulrika
- Bror Englund .... Måns Jakob
- Agneta Prytz .... Fina Kajsa
- Halvar Björk .... Anders Månsson

## Principais prêmios e indicações
Oscar 1973 (EUA)
- Indicado nas categorias de melhor filme, melhor filme estrangeiro, melhor diretor (Jan Troell), melhor atriz (Liv Ullmann), e melhor roteiro adaptado.